# Tučapy
Tučapy (deutsch Tutschap, auch Tuczap) ist eine Gemeinde in Tschechien. Sie liegt 11 Kilometer westlich von Uherské Hradiště und gehört zum Okres Uherské Hradiště.

## Geographie
Tučapy befindet sich in den südlichen Ausläufern des Marsgebirges in der Mährischen Slowakei. Das Dorf liegt am Ausgang eines Seitentales auf dem Hügel Rovnina (357 m). Nach Osten befinden sich am Abfall zur Marchebene ausgedehnte Weinberge.
Nachbarorte sind Boršice im Norden, Kostelany nad Moravou und Nedakonice im Osten, Polešovice im Südosten, Vážany im Süden, Újezdec im Südwesten, Medlovice im Westen sowie Stříbrnice im Nordwesten.

## Geschichte

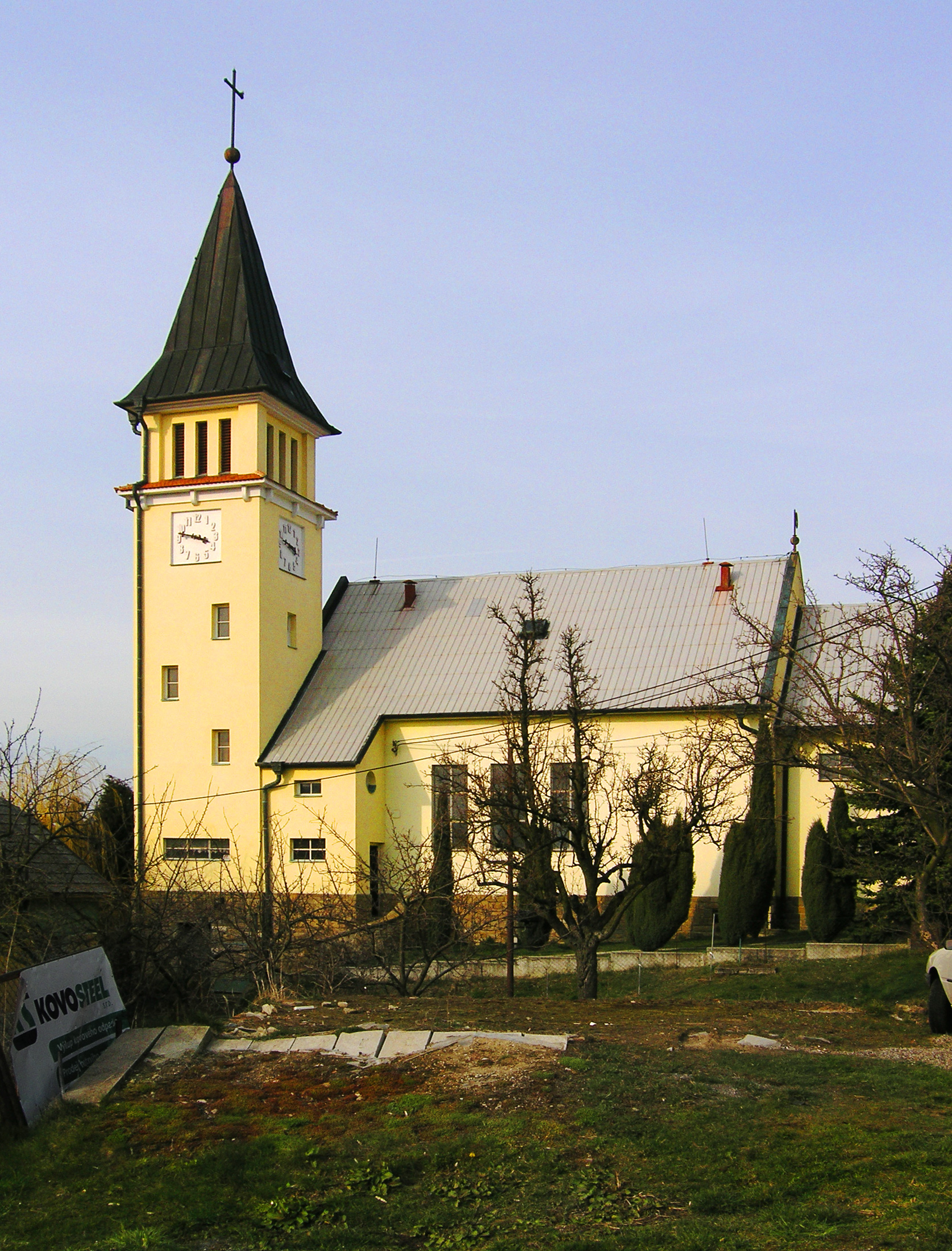
Die Kirche des Hl. Kyrill und Method

Die erste urkundliche Erwähnung des Ortes erfolgte im Jahre 1131 in der Stiftungsurkunde für den Neubau der Kirche St. Wenzel in Olmütz durch Bischof Heinrich Zdik. Bis ins 16. Jahrhundert bestand in Tučapy eine Feste, zu der drei Höfe gehörten.
Nach der Aufhebung der Patrimonialherrschaften entstand 1848 die politische Gemeinde Tučapy im Bezirk Ungarisch Hradisch. Tučapy gehört zu den mährischen Weinbauorten. In dem Dorf werden slowakische Bräuche und Trachten gepflegt. Bekannt ist das Dorf auch für seinen jährlichen Maskenball und Keramikwaren. Die frühere Feste ziert heute neben Weintrauben das Wappen des Ortes.

## Gemeindegliederung
Für die Gemeinde Tučapy sind keine Ortsteile ausgewiesen.

## Sehenswürdigkeiten
- Naturdenkmal Koukolky, nördlich am Gehänge unterhalb des Ortes
- Kirche des Hl. Kyrill und Method
- Herz-Jesu-Kapelle. Vom Standort der Kapelle besteht eine weite Aussicht über das Dolnomoravský úval, dem mährischen Teil des Wiener Beckens bis zu den Hosteiner und Wisowitzer Bergen, den Weißen Karpaten sowie nach Norden zum Marsgebirge.

## Söhne und Töchter der Gemeinde
- Tomáš Fryšták (* 1987), tschechischer Fußballspieler